# Кошки (Чувашия)
Ко́шки (чув. Кушкă) — деревня в Большешатьминском сельском поселении Красноармейского района Чувашии.

## География
Расстояние до Чебоксар 50 км, до районного центра — села Красноармейское — 10 км, до железнодорожной станции 27 км. Деревня расположена на правобережье реки Большая Шатьма.

### Административно-территориальная принадлежность
В составе: Чувашско-Сорминской волости Ядринского уезда (с XIX века до 1 октября 1927 года), Аликовского (до 1 марта 1935 года), Траковского (до 16 августа 1940 года), Красноармейского (до 20 декабря 1962 года), Цивильского (до 3 ноября 1965 года) районов. С 3 ноября 1965 года — вновь в составе Красноармейского района:174. 

Сельские советы: Типсирминский (с 1 октября 1927 года до 3 марта 1935 года), Нижнетипсирминский (до 9 марта 1939 года), Типсирминский (до 14 июня 1954 года), Яманакский (до 11 января 1960 года), с 11 января 1960 года — Большешатьминский:174. 

## История
Деревня Кошки появилась в XIX веке как околоток села Большая Шатьма.
Жители до 1866 года — государственные крестьяне; занимались земледелием, животноводством, домашним ремеслом, шерстобитным делом, производством валяной обуви. В 1930 году образован колхоз «Пахарь». По состоянию на 1 мая 1981 года деревня Кошки — в составе совхоза «Мичуринец»:91.

## Название
Название — антропоним, от мужского дохристианского имени Кушкă.

## Население
| 2010 | 2012 |
| ---- | ---- |
| 204  | ↗240 |

В 1859 году в околотке Кошки села Большая Шатьма (Богоявленское, Тинсарино) при речке Большой Шатьме насчитывалось 52 двора, 119 мужчин, 123 женщины, казённых крестьян.
По данным Всероссийской переписи населения 2002 года в деревне проживали 239 человек, преобладающая национальность — чуваши (98%).

## Инфраструктура

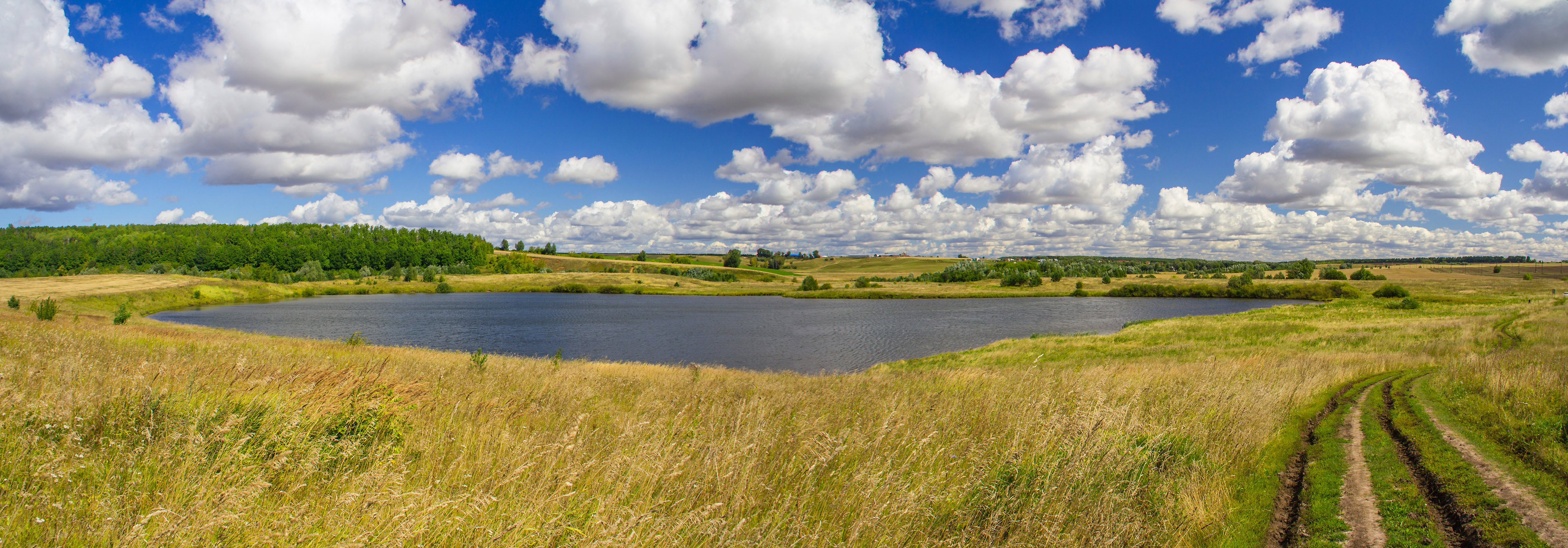
Озеро Кошкинское, вид от деревни

Имеются фельдшерско-акушерский пункт, спортплощадка, магазин, Дом досуга.

Улицы: Русская, Садовая, Строительная, Татарская, Школьная.

## Памятники и памятные места
- Обелиск воинам, павшим в Великой Отечественной войне[11].
- Памятник природы (регионального значения) «Озеро Кошкинское» (800 м восточнее деревни)[12][13].